# Bitwa pod Monterrey

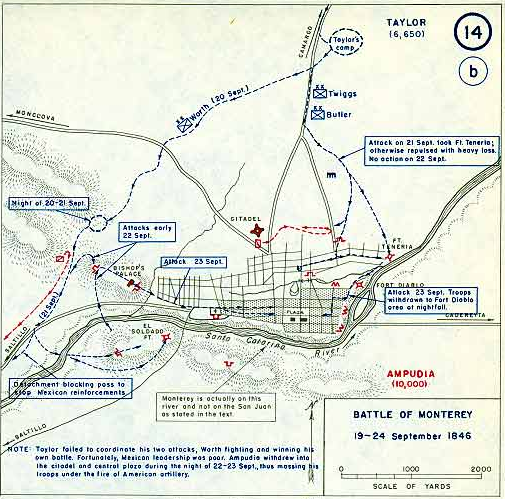
Plan bitwy pod Moterrey

Bitwa pod Monterrey miała miejsce w dniach 21–23 września 1846 roku pomiędzy Stanami Zjednoczonymi i Meksykiem podczas wojny amerykańsko-meksykańskiej. Meksykańskie oddziały pod dowództwem generała Pedro de Ampudia tymczasowo powstrzymały atak jednostek amerykańskich, jednak ostatecznie musiały się poddać. Bitwa zakończyła się zawieszeniem broni oraz wycofaniem oddziałów meksykańskich.

## Tło konfliktu
Po kilku przegranych potyczkach meksykańska Armia Północy, w sile 2638 ludzi i 13 dział, zaczęła cofać się na południe w celu uzyskania uzupełnień przed spodziewanym starciem z amerykańskimi siłami gen. Zachary’ego Taylora. W pobliżu ufortyfikowanego jeszcze przez Hiszpanów miasta Monterrey gen. Pedro de Ampudia odebrał rozkaz Santa Anny nakazujący wycofanie w kierunku miasta Saltillo, gdzie Ampudia miałby przygotować linię obronną. Ale Ampudia, który nade wszystko pragnął zwycięstwa, a nadto był przekonany, że jego żołnierze - ciągle cofający się przed wrogiem - bliscy są buntu, odmówił wykonania rozkazu i zdecydował się przyjąć bitwę pod murami Monterrey. Na pomoc przybyły siły z Meksyku liczące 3,140 z 9 działami, a wśród nich Irlandczycy - ochotnicy ze Stanów Zjednoczonych walczący po stronie Meksyku, tzw. San Patricios.

## Bitwa
Przez trzy dni siły amerykańskie próbowały bezskutecznie zdobyć miasto. Zacięty opór Meksykanów powodował poważne straty wśród nacierających, zaś artyleria amerykańska nie była w stanie skruszyć murów licznych umocnień. Dopiero trzeciego dnia piechocie gen. Wortha udało się zająć cztery wzgórza na zachód od miasta. Natychmiast ustawiono tam ciężkie działa, których ostrzał pozwolił siłom amerykańskim na wdarcie się do miasta od wschodu i zachodu jednocześnie.
Nastąpił teraz okres ciężkich walk ulicznych. Teksascy rangersi podciągnęli działa polowe zdobywając twardo broniony dom w centrum, po czym Meksykanie wycofali się w stronę rynku. Otoczeni tam i ostrzeliwani ogniem haubic musieli zaprzestać oporu; Ampudia zdecydował się na rokowania. Taylor, wciąż mający w perspektywie spotkanie z większą armią meksykańską w nadchodzących dniach, postawił - jako warunek - dwumiesięczne zawieszenie broni, w zamian za poddanie miasta. Armia meksykańska miała opuścić Monterrey w dniach 26-28 września z bronią osobistą i jedną baterią artylerii (6 dział). W ręce Amerykanów wpadło 25 dział.

## Rezultaty
Zawieszenie broni, podpisane przez Taylora i Ampudię, miało ogromny wpływ na dalsze losy wojny. Taylor został poinstruowany przez prezydenta Polka, że jako dowódca armii nie ma uprawnień do negocjowania czegokolwiek, a jego jedynym zadaniem jest pokonać przeciwnika (ang. kill the enemy). W dodatku warunki zawieszenia broni, zezwalające wojskom Ampudii odejść na honorowych warunkach i z bronią, zostały w Stanach Zjednoczonych poczytane jako dowód krótkowzroczności.
Z drugiej strony wysuwano argumenty, że Ampudia przyczynił się do klęski Meksyku. W dobrze ufortyfikowanym i zaopatrzonym mieście Meksykanie w liczbie dziesięciu tysięcy bronili się zaledwie trzy dni, po czym poddali się po pierwszych strzałach amerykańskich dział.
Następnym krokiem armii amerykańskiej było miasto Saltillo.